# ソニータワー大阪

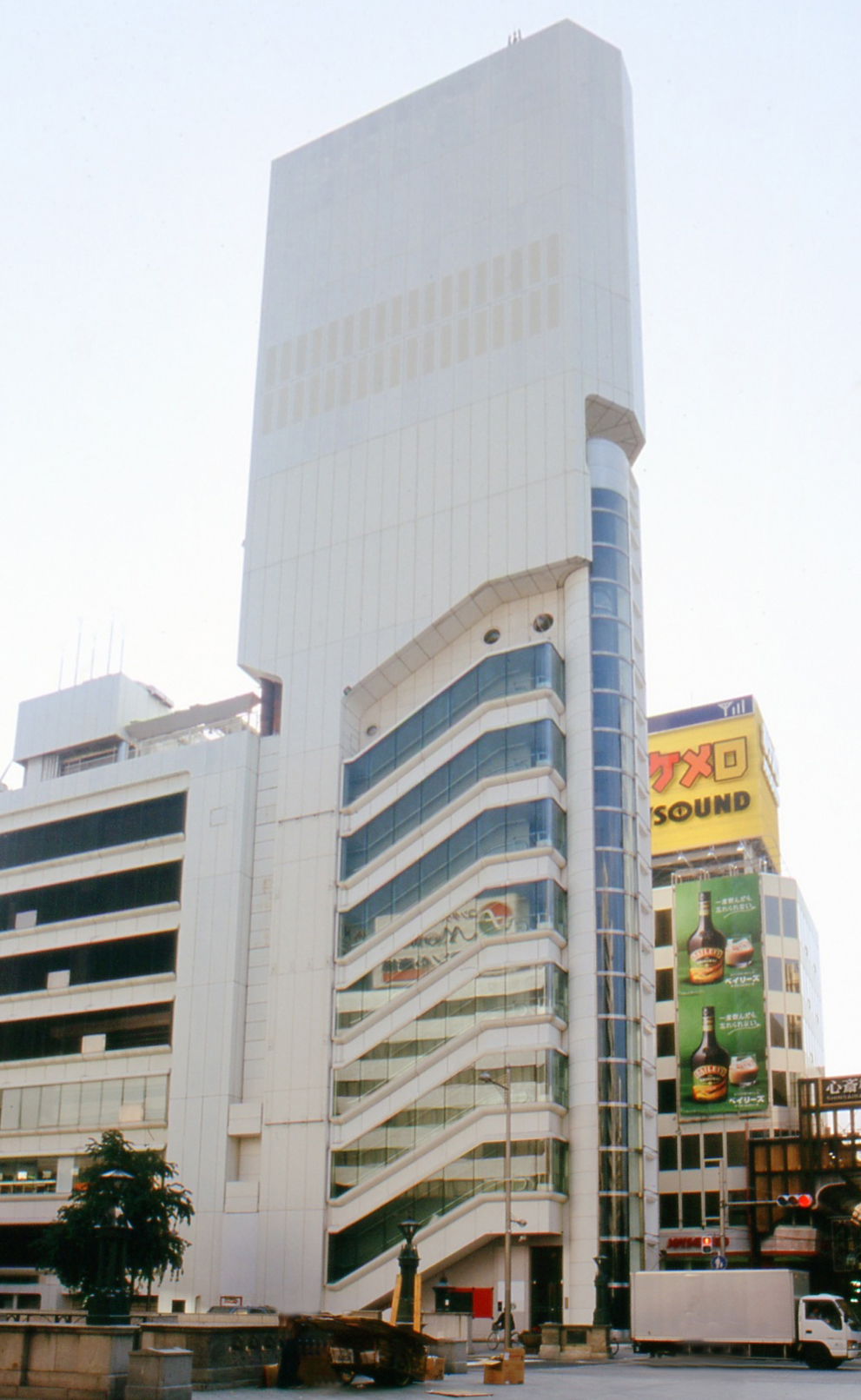

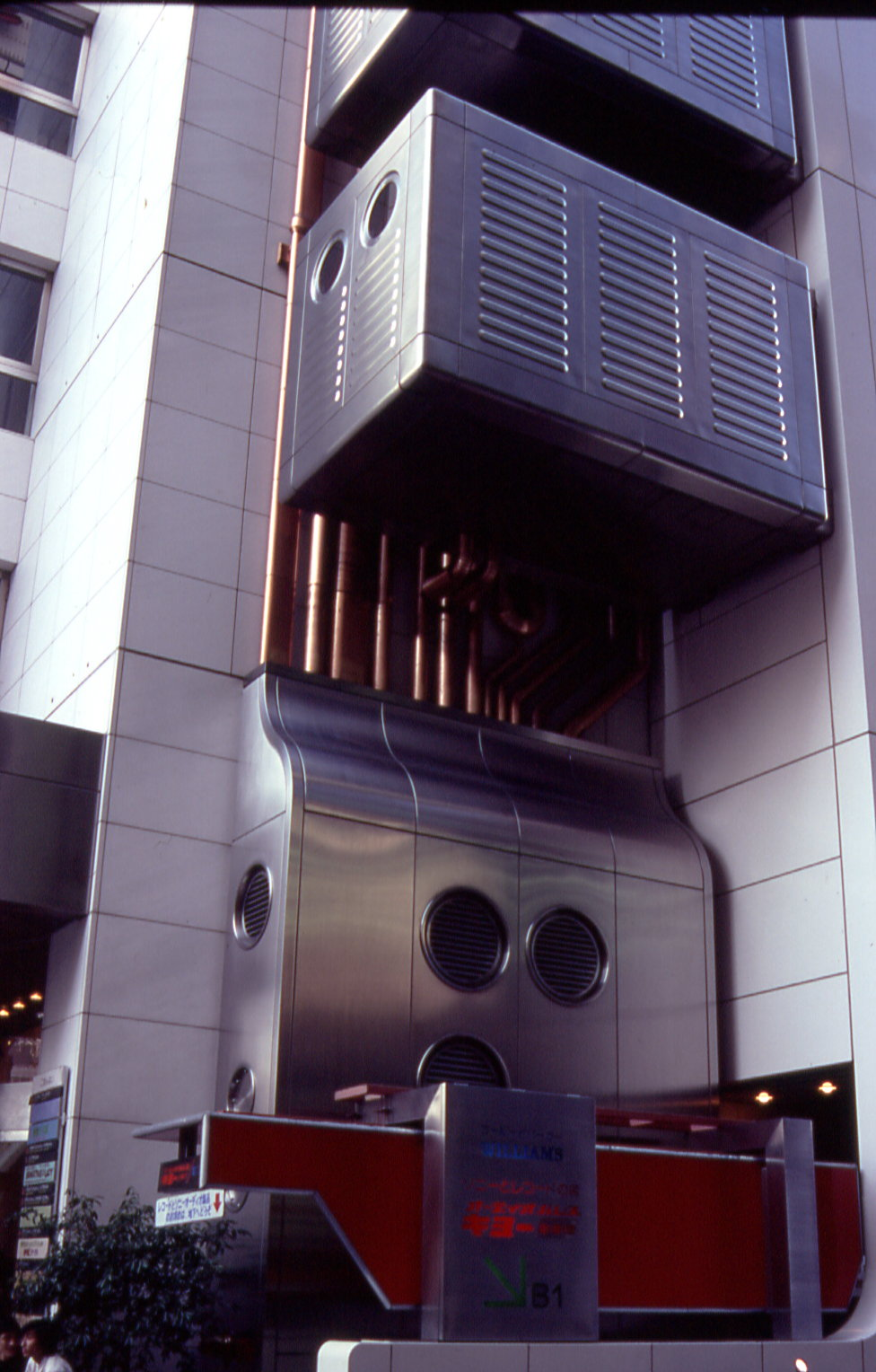

ソニータワー大阪（ソニータワーおおさか）は、大阪府大阪市中央区に存在した建築物。

## 概要
黒川紀章が設計した。黒川の最後のカプセル建築とされる。竹中工務店が施工を担当した。
1976年、竣工。1977年、第11回日本サインデザイン賞金賞受賞、第1回ひろば作品賞受賞。
ソニー製品のショールームとして計画され、階段、エスカレーター、エレベーター、トイレがユニット化されていた。地下には映画館、地上2階にはスターバックスが入っていた。
2004年、ショールームの機能を梅田に移転。2006年、取り壊し。